# Parallelia mima
Parallelia mima är en fjärilsart som beskrevs av Embrik Strand 1920. Parallelia mima ingår i släktet Parallelia och familjen nattflyn. Inga underarter finns listade i Catalogue of Life.